# 카드캡터 사쿠라
《카드캡터 사쿠라》(カードキャプターさくら, 번안: 카드캡터 체리, 통칭: CCS)는 일본의 만화창작집단 클램프가 그린 만화로, 어느날 아버지의 서재에서 크로우 카드가 봉인된 책을 발견한 이후 카드 캡터가 되어 활동하는 주인공 키노모토 사쿠라(번안: 유체리)의 이야기를 그리고 있다.
《카드캡터 체리》 재더빙판이 투니버스에서 2018년 4월 4일부터 5월 17일까지 매주 목요일 오후 9시에 방영되었으며, 2016년 7월 만화 연재 20주년을 맞아서 《카드캡터 사쿠라 클리어 카드 편》의 연재가 시작되었다. 2018년 1월 7일부터 6월 10일까지 TVA '클리어 카드 편'이 일본에서 방영되었고, 한국어 더빙판은 2019년 2월 6일부터 4월 24일까지 방영했다.
만화책
일본의 잡지 나카요시에서 1996년 6월부터 2000년 8월까지 연재되었고, 단행본 전 12권으로 완결되었다.
대한민국에서는 서울문화사의 만화잡지 밍크에서 1998년 6월부터 2001년 10월까지 《카드캡터 체리》라는 제목으로 연재되었으며, 단행본 전 12권으로 완결되었다. 서울문화사에서 2006년부터 '카드캡터 사쿠라' 애장판을 발행해 단행본 전 12권이 발매되었으며, 학산문화사에서 2010년부터 '카드캡터 사쿠라' 애장판을 발행해 단행본 전 6권이 발매되었다.
애니메이션
일본에서는 NHK BS2(위성방송)을 통해 1998년 4월 7일부터 12월 29일까지 1기, 1999년 4월 6일부터 6월 22일까지 2기, 1999년 9월 7일부터 2000년 3월 21일까지 3기가 방영되었다.
대한민국에서는 SBS에서 《카드캡터 체리》라는 제목으로 1999년 6월 23일부터 7월 8일까지 수요일과 목요일 오후 6시 15분에 방영하다가 7월 14일부터 포켓몬스터가 방영을 시작하여 7월 16일부터 10월 15일까지 금요일 오후 6시 15분에 방영하다가 10월 11일부터 짱구는 못말려가 월,화요일 오후 5시 45분으로 이동하여 10월 18일부터 11월 23일까지 월,화요일 오후 6시 15분에 방영하다가 11월 29일부터 메가레인저가 방영을 시작하여 12월 3일부터 2000년 6월 30일까지 다시 금요일 오후 6시 15분에 방영하다가 7월 7일부터 9월 29일까지 금요일 오후 5시 45분에 방영하였다. 이후 투니버스와 챔프TV, 애니원에서 재방영되었으며, 투니버스 재더빙판이 2018년 4월 4일부터 5월 17일까지 매주 수요일과 목요일 오후 9시에 방영되었고, 5월 24일부터 매주 목요일 오후 9시 방영으로 변경되었다.
극장판
1999년 8월 21일에 극장판 1기 '카드캡터 사쿠라: 마법의 카드'가 상영되었으며, 2000년 7월 15일에 극장판 2기 '카드캡터 사쿠라: 봉인된 카드'가 상영되었다. 극장판 1기는 애니메이션 1~2기 사이의 내용이며, 극장판 2기는 애니메이션 3기 이후의 이야기로 TVA의 스토리는 최종적으로 극장판 2기에서 완료된다.

## 방송 일시
| 방송 채널 | 방송일                           | 방송 시간 | 비고 |
| --------- | -------------------------------- | --------- | ---- |
| NHK       | 1998년 4월 7일 ~ 12월 29일       |           | 종료 |
| NHK       | 1999년 4월 6일 ~ 6월 22일        | 2기       | 종료 |
| NHK       | 1999년 9월 7일 ~ 2000년 3월 21일 | 3기       | 종료 |

## 개요
단행본 전 12권, 애니메이션은 전 70화로, 애니메이션 시리즈 구성과 각본은 클램프의 오오카와 나나세, 의상·카드 디자인은 클램프의 모코나가 제작자로 참여하였다. 뛰어난 작화로 호평을 받으며 2006년에는 「일본 미디어 예술 100선」의 애니메이션 부문에 선정되었다. NHK 측의 말에 의하면, 자체 제작 애니메이션 으로서는 사상 최대 규모에 달하는 비용 투자를 동반 한 작품 이었다고 한다.
SBS에서 방영했을 당시 1999년 10월 TV 만화 부문 어린이 시청률 2위를 기록 했으며, 시청률 30%대를 기록하기도 했다.
- 일본 유행어 : 레리즈~!!
- 한국 유행어 : 봉인 해제~!!

## 줄거리
TVA 크로우 카드 편
제 1 화 ~ 제 10 화 평범한 초등학교 4학년인 키노모토 사쿠라(번안: 유체리)는 어느날 집안의 지하에서 빛나는 책을 발견하는데, 그 안에는 크로우 카드라는 이상한 카드가 봉인되어 있었다. 하지만 책을 열자 카드들은 날아가 버리고 그 안에서 나타난 것은 봉인의 파수꾼 케르베로스(케로)였다. 이제부터 자신은 카드 캡터가 되어 흩어진 크로우 카드를 모두 찾아야만 한다고 한다. 크로우 카드 그 봉인이 풀릴 때 세상에 재앙이 생긴다고 하는데... 이상한 사건들을 해결하며 크로우 카드를 봉인하는 하던 어느 날 사쿠라의 반에 리 샤오랑이라는 소년이 홍콩에서 전학을 온다. 하지만 어쩐지 사쿠라를 노려보는 샤오랑은 사쿠라가 크로우 카드를 가지고 있는 것을 알고 있고 카드를 빼앗으려 하는 라이벌이었다.
제 11 화 ~ 제 20 화 사쿠라는 오빠 토우야(번안: 유도진)의 단짝인 유키토(번안: 오청명)를 좋아하고 있는데 어찌한 일인지 사쿠라는 유키토를 두고서도 샤오랑과 라이벌 관계가 된다. 학교에서 열린 즐거운 이벤트에 들뜨던 둘째 날 밤, 친구 토모요(번안: 신지수)와 함께 담력 시험으로 어두운 동굴 속을 걷던 도중 주위의 친구들이 눈앞에서 점점 사라지는 사건이 발생한다. 유령의 소행이라고 생각하고 겁먹은 사쿠라에게 샤오랑은 크로우 카드의 소행이라는 것을 알려주고 무사히 카드를 봉인한다. 힘을 합쳐 크로우 카드를 봉인한 두 사람은 조금씩 친해지는듯 싶다. 여름 방학이 끝나고 신학기를 맞은 사쿠라의 반에는 자신을 샤오랑의 약혼녀라고 말하는 소꿉친구이자 친척인 리 메이링이 홍콩에서 전학 온다.
제 21 화 ~ 제 30 화 어느 날 사쿠라는 자신이 하지 않은 못된 짓을 추궁받는 와중 자신과 닮은 얼굴의 도플갱어를 본다. 그것이 크로우 카드의 소행인지 알아보기 위해서 그동안 봉인한 크로우 카드로 카드 점을 보는 데, 케로는 사쿠라가 카드를 모으고 있는 것을 카드들이 눈치채기 시작했다고 말한다. 카드를 봉인하려 하지만 그것은 특수 카드로 이름을 맞춰야 봉인할 수 있는 카드였다. 카드의 행동에서 힌트를 얻어 카드를 봉인 한 사쿠라는 마을에서 어느 멋진 사람을 만나고, 다음 날 학교의 산수 선생님이 긴 휴가를 얻게 되어 새로운 선생님이 오는데 그 사람은 사쿠라가 마을에서 만난 사람으로 미즈키 카호(번안: 문현아)였다. 크로우 카드의 소행으로 미로 속에 갇힌 사쿠라 일행을 도와주는 미즈키 선생님을 샤오랑은 수상해 보이니 조심하는 것이 좋을 거라고 말한다.
제 31 화 ~ 제 46 화 친구들과 함께 있던 사쿠라는 이상한 기운을 느끼고 갑자기 땅을 갈라지게 하는 크로우 카드를 봉인한다. 대지의 카드인 '얼디'를 마지막으로 봉인하고 그 영향으로 불꽃과 대지를 지배하는 케로는 원래 모습을 되찾는다. 드디어 '크로우 카드'를 전부 모으고 기뻐하던 사쿠라 일행에게 마력이 부족한 상태에서는 진짜 모습으로 돌아갈 수가 없어 그동안은 다른 모습으로 위장을 하고 있었던 '크로우 카드'의 또 다른 수호자 유에가 진정한 모습을 되찾고 나타난다. 유에는 그동안 유키토의 모습으로 진짜 정체를 숨기고 사쿠라의 곁에 있었다. '심판자' 유에는 최후의 심판을 거행하고 샤오랑은 최후의 심판을 받지만 강력한 유에의 힘에 쓰러진다. '선정자' 케르베로스에게 선택된 사쿠라는 최후의 심판을 받지만 유키토를 공격할 수 없어 위기에 처한다. 사쿠라는 크로우 리드가 죽기 전 후보자를 위해 남긴 '월령'을 미즈키 카호에게 건내 받고 월령의 도움을 받아 크로우 리드가 남긴 '봉인의 지팡이'를 사쿠라의 힘이 담긴 '별의 지팡이'로 바꾼다. 그 힘으로 유에를 사로잡고 주인이 아니라 친구가 되면 좋겠다는 사쿠라에 말에 유에는 사쿠라를 새로운 주인으로 인정한다.
TVA 사쿠리 카드 편
제 47 화 ~ 제 60 화 사쿠라의 반에 에리오르(번안: 에리얼 신)가 영국에서 전학오고 마침 토우야의 반에도 아키즈키 나쿠루(번안: 류미호)가 전학 온다. 이후 이상한 일들이 벌어지면서 사쿠라는 이를 해결하기 위해 '별의 지팡이'로 자신만의 마법진을 만들고 '크로우 카드'를 '사쿠라 카드'로 바꾸어 사건을 해결한다. 에리오르는 사쿠라와 친구가 되며 사쿠라에게 상냥하게 대하는 한편, 무엇인가 원하는 것이 있어 뒤에서 사건을 일으키며 사쿠라에게 시련을 준다. 사건이 발생할 때마다 '크로우 카드'를 하나씩 '사쿠라 카드'로 바꿔 나가며 사쿠라의 마법은 성장한다. 이제 메이링은 자신이 원래 있던 홍콩으로 돌아가게 되고, 사쿠라를 좋아하는 마음을 깨달은 샤오랑은 제일 좋아하는 사람이 생기면 메이링에게 말하기로 했던 약속을 지킨다. 샤오랑을 좋아하는 메이링은 속상하지만 사쿠라를 미워할 수 없다며 눈물을 흘린다.
제 61 화 ~ 제 70 화 별빛으로 꾸며진 학교 체육관에서 사쿠라는 유키토(번안: 오청명)에게 자신의 마음을 고백하지만 유키토는 사쿠라의 첫 번째는 자신이 아니라며 사쿠라가 가장 좋아하는 사람을 찾을 수 있을거 라고 거절한다. 그에 사쿠라는 의연하게 대응하지만 사실은 매우 낙심한 상태로 거절당해 슬픈 마음을 샤오랑에게 털어놓으며 마음을 정리한다. 이상한 일이 생길 때마다 크로우 리드의 기운이 느껴지는 것을 이상하게 생각한 사쿠라는 리턴 카드로 과거로 돌아가 크로우와 만나려고 한다. 신사에 있는 나무의 힘을 빌려 리턴 카드로 과거의 크로우 리드와 만난 사쿠라는 어째서 에리오르의 집에 크로우 리드가 있었는지 의문을 갖는다. 과거에서 돌아온 사쿠라의 눈앞에 나타난 에리오르는 자신이 크로우 리드의 환생인 것을 밝히고, 일대를 어둠으로 휩싸 모든 것을 잠재운다. 케로와 유에의 도움을 받아 빛의 카드인 '라이트'와 어둠의 카드인 '다크'를 '사쿠라 카드'로 바꾸고 에리오르의 마법을 깨트린다. 이후 샤오랑은 자신이 사쿠라를 좋아하고 있다는 사실을 말한다. 다음날 학교 선생님에게 에리오르는 영국으로 돌아간다는 사실을 전해 듣고 친구들과 에리오르의 집에 찾아간다. 에리오르는 사쿠라가 모든 카드를 사쿠라 카드로 바꾸고 사쿠라가 성장 할 수 있도록 도와주기 위해서 그동안 사실을 숨기고 있었다는 것을 말한다. 그 때, 어머니의 전화를 받고 샤오랑은 홍콩으로 되돌아가게 되고 그 사실을 들은 사쿠라가 자신의 마음을 깨닫고 눈물을 흘리자 새로운 사쿠라 카드가 만들어진다. 샤오랑이 떠나기 전 공항에서 사쿠라와 샤오랑은 만나고 샤오랑의 테디베어를 건네받으면서 다시 만날 수 있을 거라는 희망적 분위기로 끝난다.

## 카드의 종류
- 『 * 』 표시는 애니메이션에만 등장하는 카드
- 『 * 』 표시는 원작에만 등장하는 카드

[크로우 카드&사쿠라 카드 편]
1. 風 윈디(The Windy)[1화]
2. 翔 플라이(The fly) [1화]
3. 影 쉐도우(The Shadow)[2화]
4. 水 워티(The Watery)[3화]
5. 樹 우드(The Wood)[4화]
6. 雨 레인(The Rain)[4화]*
7. 跳 점프(The Jump)[5화]
8. 幻 일루션(The Illusion)[6화]
9. 静 사일런트(The Silent)[7화]*
10. 雷 썬더(The Thunder)[8화]
11. 剣 소드(The Sword)[9화]
12. 花 플라워(The Flower)[10화]
13. 盾 실드(The Shield)[11화]*
14. 時 타임(The Time)[12화]*
15. 力 파워(The Power)[13화]*
16. 霧 미스트(The Mist)[14화]*
17. 嵐 스톰(The Storm)[15화]*
18. 浮 플로트(The Float)[15화]*
19. 消 이레에즈(The Erase)[17화]
20. 灯 그로우(The Glow)[18화]
21. 移 무브(The Move)[19화]*
22. 闘 파이트(The Fight)[20화]
23. 輪 루프(The Loop)[21화]
24. 眠 슬립(The Sleep)[22화]*
25. 歌 송(The Song)[23화]*
26. 小 리틀(The Little)[24화]*
27. 鏡 미러(The Mirror)[25화]
28. 迷 메이즈(The Maze)[26화]
29. 戻 리턴(The Return)[27화]*
30. 撃 샷(The Shot)[28화]*
31. 甘 스위트(The Sweet)[29화]*
32. 駆 대쉬(The Dash)[30화]*
33. 大 빅(The Big)[화][31화]*
34. 創 크리에이트(The Create)[31화]*
35. 替 체인지(The Change)[32화]*
36. 凍 프리즈(The Freeze)[33화]*
37. 火 파이어리(The Firey)[35화]
38. 雪 스노우(The Snow)[36화]*
39. 声 보이스(The Voice)[37화]
40. 錠 록(The Lock)[38화]*
41. 雲 클라우드(The Cloud)[39화]*
42. 夢 드림(The Dream)[40화]*
43. 砂 샌드(The Sand)[41화]*
44. 闇 다크(The Dark)[42화]
45. 光 라이트(The Light)[42화]
46. 双 트윈(The Twin)[43화]*
47. 地 어시(The Earthy)[45화]
48. 泡 버블즈(The Bubbles)[58화]*
49. 矢 애로우(The Arrow)[극장판1기]*
50. 希望 호프(The Hope)[극장판2기] *
51. 無 낫팅(The Nothing)[극장판2기] *
52. 秤 라이브라(The Libra) *
53. 抜 쓰로우(The Through) *
54. 波 웨이브(The Wave) *

## 단행본
| 권 수 | 서울문화사       | 서울문화사         | 서울문화사       | 서울문화사         | 학산문화사      | 학산문화사         |
| 권 수 | 정발판           | 정발판             | 애장판           | 애장판             | 애장판          | 애장판             |
| 권 수 | 출간일           | ISBN               | 출간일           | ISBN               | 출간일          | ISBN               |
| ----- | ---------------- | ------------------ | ---------------- | ------------------ | --------------- | ------------------ |
| 1     | 2000년 3월 24일  | ISBN 9788953233836 | 2006년 5월 20일  | ISBN 9788953268654 | 2010년 1월 25일 | ISBN 9788925832067 |
| 2     | 2000년 3월 24일  | ISBN 2003310011719 | 2006년 5월 20일  | ISBN 9788953268661 | 2010년 3월 15일 | ISBN 9788925832081 |
| 3     | 2000년 3월 24일  | ISBN 9788953233850 | 2006년 8월 25일  | ISBN 9788953268821 | 2010년 8월 25일 | ISBN 9788925832098 |
| 4     | 2000년 3월 24일  | ISBN 9788953233867 | 2006년 8월 25일  | ISBN 9788953269118 | 2011년 2월 25일 | ISBN 9788925832104 |
| 5     | 2000년 4월 1일   | ISBN 2003310011788 | 2006년 12월 15일 | ISBN 9788953270855 | 2011년 4월 25일 | ISBN 9788925832111 |
| 6     | 2000년 3월 24일  | ISBN 2003310011740 | 2006년 12월 15일 | ISBN 9788953271005 | 2011년 9월 25일 | ISBN 9788925832128 |
| 7     | 2000년 4월 1일   | ISBN 2003310011825 | 2007년 1월 15일  | ISBN 9788953268951 | -               | -                  |
| 8     | 2000년 7월 10일  | ISBN 9788953233904 | 2007년 1월 15일  | ISBN 9788953268968 | -               | -                  |
| 9     | 2000년 10월 25일 | ISBN 9788953233911 | 2007년 5월 15일  | ISBN 9788953272095 | -               | -                  |
| 10    | 2001년 2월 15일  | ISBN 9788953233928 | 2007년 5월 15일  | ISBN 9788953272705 | -               | -                  |
| 11    | 2001년 7월 20일  | ISBN 9788953233935 | 2007년 6월 15일  | ISBN 9788953273016 | -               | -                  |
| 12    | 2001년 10월 10일 | ISBN 9788953233935 | 2007년 6월 15일  | ISBN 9788953273023 | -               | -                  |

## TV 애니메이션 (1998, 1999)

### 제작진
- 감독: 아사카 모리오(浅香守生)
- 원작: 클램프(CLAMP)
- 캐릭터 디자인 및 작화감독 : 타카하시 구미코(高橋久美子)
- 각본: 오오카와 나나세(大川七瀨, 이후 오오카와 아게하[大川緋芭]로 필명 변경)
- 음악: 네기시 타카유키(根岸貴幸)
- 애니메이션 제작: NHK, 매드하우스, 스튜디오 판타지아
- 제작 협력: 클램프(CLAMP), 코단샤(KODANSHA), NEP21
- 저작권: NHK, 매드하우스, 스튜디오 판타지아
- 장르: 학원 마법 액션물
- 등급: 전체 이용가
- TV프로그램 편수: 총 70편
- 제작국: 일본

### 각 화의 제목
한국에서는 일본 문화와 관련된 에피소드에 해당하는 '18, 27, 62, 65화'가 방영되지 않았다.
1기 (초등 4학년 때의 1학기 ~ 2학기)
| 방영 화수 | 방영 화수 | 방영 타이틀                     | 방영 타이틀                                                       | 크로우 카드                        |
| 일본      | 대한민국  | 일본                            | 대한민국                                                          | 크로우 카드                        |
| --------- | --------- | ------------------------------- | ----------------------------------------------------------------- | ---------------------------------- |
| 1         | 1         | 사쿠라와 신비한 마법책          | 체리와 신비한 마법책                                              | 윈디(The Windy) 플라이(The Fly)    |
| 2         | 2         | 사쿠라의 멋진 친구들            | 체리의 멋진 친구                                                  | 쉐도우(The Shadow)                 |
| 3         | 3         | 사쿠라의 두근두근 첫 데이트     | 체리의 두근두근 데이트(SBS) 체리의 두근두근 첫 데이트(투니버스)   | 워터(The Watery)                   |
| 4         | 4         | 사쿠라의 기진맥진 일요일        | 체리의 기진맥진 일요일                                            | 레인(The Rain), 우드(The Wood)     |
| 5         | 5         | 사쿠라와 팬더와 귀여운 가게     | 체리와 팬더와 귀여운 가게(SBS) 체리와 이상한 인형 가게(투니버스)  | 점프(The Jump)                     |
| 6         | 6         | 사쿠라와 어머니의 추억          | 체리와 엄마의 추억                                                | 일루션(The Illusion)               |
| 7         | 7         | 사쿠라의 괴도 첫 도전!?         | 체리! 그림도둑되다(SBS) 체리의 도둑 대소동?!(투니버스)            | 사일런트(The Silent)               |
| 8         | 8         | 사쿠라의 라이벌, 등장!          | 체리의 라이벌 등장!                                               | 썬더(The Thunder)                  |
| 9         | 9         | 사쿠라와 신비한 브로치          | 체리와 신비한 브로치!(SBS) 체리와 신비한 브로치(투니버스)         | 소드(The Sword)                    |
| 10        | 10        | 사쿠라와 꽃의 운동회            | 체리와 꽃 운동회!(SBS) 체리와 꽃의 운동회(투니버스)               | 플라워(The Flower)                 |
| 11        | 11        | 사쿠라와 토모요와 커다란 집     | 체리와 소중한 상자                                                | 실드(The Shield)                   |
| 12        | 12        | 사쿠라의 끝없는 하루            | 체리의 끝나지 않는 하루                                           | 타임(The Time)                     |
| 13        | 13        | 사쿠라와 코끼리의 힘 겨루기     | 체리와 코끼리의 힘겨루기                                          | 파워(The Power)                    |
| 14        | 14        | 사쿠라와 토우야와 신데렐라      | 체리와 신데렐라 오빠                                              | 미스트(The Mist)                   |
| 15        | 15        | 사쿠라와 케로의 대판 싸우다     | 체리와 케로의 한바탕 싸움                                         | 스톰(The Storm) 플로트(The Float)  |
| 16        | 16        | 사쿠라와 추억의 무지개          | 체리와 추억의 무지개                                              | -                                  |
| 17        | 17        | 사쿠라의 무서운 담력 테스트     | 체리와 무서운 담력시험                                            | 이레에즈(The Erase)                |
| 18        | -         | 사쿠라와 유키토와 여름축제      | -                                                                 | 그로우(The Glow)                   |
| 19        | 18        | 사쿠라와 여름 방학 숙제         | 체리와 여름방학숙제(SBS) 체리와 여름방학 숙제(투니버스)           | 무브(The Move)                     |
| 20        | 19        | 사쿠라와 싸우는 전학생          | 체리와 또다른 라이벌                                              | 파이트(The Fight)                  |
| 21        | 20        | 사쿠라의 기나긴 마라톤 대회     | 체리의 긴 마라톤 대회(SBS) 체리의 길고 긴 마라톤(투니버스)        | 루프(The Loop)                     |
| 22        | 21        | 사쿠라와 자상한 아버지          | 체리의 자상한 아버지(SBS) 체리와 다정한 아빠(투니버스)            | 슬립(The Sleep)                    |
| 23        | 22        | 사쿠라와 토모요와 멋진 노래     | 체리와 아름다운 노래                                              | 송(The Song)                       |
| 24        | 23        | 사쿠라의 작은 대모험            | 체리가 줄었어요(SBS) 작아진 체리의 모험(투니버스)                 | 리틀(The Little)                   |
| 25        | 24        | 사쿠라와 또 한명의 사쿠라       | 체리와 또 한명의 체리                                             | 미러(The Mirror)                   |
| 26        | 25        | 사쿠라와 멋진 선생님            | 체리와 멋쟁이 선생님(SBS) 체리와 멋진 선생님(투니버스)            | 메이즈(The Maze)                   |
| 27        | -         | 사쿠라와 추억의 신사            | -                                                                 | 리턴(The Return)                   |
| 28        | 26        | 사쿠라와 주술 카드              | 체리와 주술카드(SBS) 체리와 주술 카드(투니버스)                   | 샷(The Shot)                       |
| 29        | 27        | 사쿠라의 달디단 쿠킹            | 체리의 너무 단 요리(SBS) 체리와 달콤한 요리(투니버스)             | 스위트(The Sweet)                  |
| 30        | 28        | 사쿠라와 상처입은 카드          | 체리와 상처입은 카드(SBS) 체리와 상처 입은 카드(투니버스)         | 대쉬(The Dash)                     |
| 31        | 29        | 사쿠라와 이름없는 책            | 체리와 제목없는 책(SBS) 체리와 이름 없는 책(투니버스)             | 빅(The Big) 크리에이트(The Create) |
| 32        | 30        | 사쿠라와 케로와 샤오랑          | 체리와 케로와 샤오랑                                              | 체인지(The Change)                 |
| 33        | 31        | 사쿠라의 차가운 아이스 스케이트 | 체리와 아이스 스케이팅(SBS) 체리와 너무 추운 스케이트장(투니버스) | 프리즈(The Freeze)                 |
| 34        | 32        | 사쿠라와 유키토와 낮달          | 체리와 청명오빠와 낮달                                            | -                                  |
| 35        | 33        | 사쿠라의 멋진 크리스마스        | 체리의 행복한 크리스마스                                          | 파이어리(The Firey)                |

2기 (초등 5학년 때의 1학기)
| 방영 화수 | 방영 화수 | 방영 타이틀                     | 방영 타이틀                                                            | 크로우 카드                      |
| 일본      | 대한민국  | 일본                            | 대한민국                                                               | 크로우 카드                      |
| --------- | --------- | ------------------------------- | ---------------------------------------------------------------------- | -------------------------------- |
| 36        | 34        | 사쿠라와 눈의 새학기            | 체리와 눈내리는 개학날(SBS) 체리와 눈 내리는 신학기(투니버스)          | 스노우(The Snow)                 |
| 37        | 35        | 사쿠라와 사라진 토모요의 목소리 | 체리와 사라진 지수의 목소리(SBS) 체리와 사라진 지수 목소리(투니버스)   | 보이스(The Voice)                |
| 38        | 36        | 사쿠라의 즐거운 딸기 따기       | 체리의 즐거운 딸기 따기(SBS) 체리의 즐거운 딸기 체험(투니버스)         | 록(The Lock)                     |
| 39        | 37        | 사쿠라의 비틀비틀 열(熱)요일    | 체리와 흔들흔들 열(熱)요일(SBS) 체리의 어질어질 열요일(투니버스)       | 클라우드(The Cloud)              |
| 40        | 38        | 사쿠라와 꿈 속의 사쿠라         | 체리와 꿈 속의 체리                                                    | 드림(The Dream)                  |
| 41        | 39        | 사쿠라와 샤오랑과 모래바다      | 체리와 샤오랑과 모래의 바다(SBS) 체리와 샤오랑과 모래바다(투니버스)    | 샌드(The Sand)                   |
| 42        | 40        | 사쿠라의 암흑의 학예회          | 체리와 어둠 속의 학예회(SBS) 체리와 어둠 속 학예회(투니버스)           | 다크(The Dark) 라이트(The Light) |
| 43        | 41        | 사쿠라의 안녕, 메이링           | 안녕! 메이린!(SBS) 체리와 떠나는 메이링(투니버스)                      | 트윈(The Twin)                   |
| 44        | 42        | 사쿠라와 케로와 신비한 선생님   | 체리와 케로와 이상한 선생님(SBS) 체리와 케로와 신비한 선생님(투니버스) | -                                |
| 45        | 43        | 사쿠라와 마지막 크로우카드      | 체리와 마지막 크로우 카드(SBS) 체리와 마지막 크로우카드(투니버스)      | 어시(The Earthy)                 |
| 46        | 44        | 사쿠라와 마지막 심판            | 체리와 최후의 심판                                                     | -                                |

3기 (초등 5학년 때의 2학기 ~ 3학기)
| 방영 화수 | 방영 화수 | 방영 타이틀                      | 방영 타이틀                                                                 | 각본            | 사쿠라 카드 |
| 일본      | 대한민국  | 일본                             | 대한민국                                                                    | 각본            | 사쿠라 카드 |
| --------- | --------- | -------------------------------- | --------------------------------------------------------------------------- | --------------- | --- |
| 47        | 45        | 사쿠라와 신비한 전학생           | 체리와 이상한 전학생(SBS) 체리와 신비한 전학생(투니버스)                    | 오오카와 나나세 | - |
| 48        | 46        | 사쿠라와 눈을 뜬 별의 열쇠       | 체리와 깨어난 별의 열쇠                                                     | 오오카와 나나세 | 파이어리(The Firey) |
| 49        | 47        | 사쿠라와 위험한 피아노           | 체리와 위험한 피아노                                                        | 오오카와 나나세 | 송(The Song) |
| 50        | 48        | 사쿠라와 샤오랑과 보이지 않는 실 | 체리와 샤오랑과 보이지 않는 실                                              | 오오카와 나나세 | 소드(The Sword) |
| 51        | 49        | 사쿠라와 커다란 인형             | 체리와 커다란 인형(SBS) 체리와 커다란 곰 인형(투니버스)                     | 오오카와 나나세 | 점프(The Jump) 플라이(The Fly) |
| 52        | 50        | 사쿠라의 양 주의보?!             | 체리와 양 주의보?!(SBS) 체리의 양떼 주의보?!(투니버스)                      | 오오카와 나나세 | 이레에즈(The Erase) 파워(The Power) |
| 53        | 51        | 사쿠라와 패닉 자전거             | 체리와 폭주자전거(SBS) 체리와 폭주하는 자전거(투니버스)                     | 오오카와 나나세 | 스위트(The Sweet) 록(The Lock) 라이브라(The Libra) 샌드(The Sand) 보이스(The Voice) 체인지(The Change) 웨이브(The Wave) 대쉬(The Dash) 윈디(The Windy) 루프(The Loop) |
| 54        | 52        | 사쿠라와 추억의 달력             | 체리와 추억의 달력                                                          | 오오카와 나나세 | 플라워(The Flower) |
| 55        | 53        | 사쿠라와 이상한 나라의 사쿠라    | 이상한 나라의 체리(SBS) 체리와 이상한 나라의 체리(투니버스)                 | 오오카와 나나세 | 빅(The Big) 리틀(The Little) |
| 56        | 54        | 사쿠라와 케로의 이상한 만남??    | 케로와 스피넬의 이상한 만남(SBS) 체리와 케로의 이상한 만남?!(투니버스)      | 오오카와 나나세 | 슬립(The Sleep) |
| 57        | 55        | 사쿠라와 샤오랑과 엘리베이터     | 체리와 샤오랑과 엘리베이터(SBS) 체리와 샤오랑과 위험한 엘리베이터(투니버스) | 오오카와 나나세 | 플로트(The Float) (변환 장면 없음) |
| 58        | 56        | 사쿠라와 두 사람의 대핀치        | 체리와 케로와 유에의 대위기(SBS) 체리와 위기에 처한 케로와 유에(투니버스)   | 오오카와 나나세 | 버블즈(The Bubbles) 실드(The Shield) |
| 59        | 57        | 사쿠라와 토모요와 공의 함정      | 체리와 지수와 이상한 공(SBS) 체리와 지수와 공의 함정(투니버스)              | 오오카와 나나세 | 쉐도우(The Shadow) |
| 60        | 58        | 사쿠라와 소중한 친구들           | 체리와 소중한 친구(SBS) 체리와 메이링과 소중한 친구(투니버스)               | 오오카와 나나세 | 프리즈(The Freeze) |
| 61        | 59        | 사쿠라와 카드와 선물             | 체리와 카드와 선물(SBS) 체리와 카드와 크리스마스 선물(투니버스)             | 오오카와 나나세 | 미러(The Mirror) 미스트(The Mist) 어시(The Earthy) 트윈(The Twin) 애로우(The Arrow) 쓰로우(The Through)                                                               |
| 62        | -         | 사쿠라와 이상한 점괘쪽지         | -                                                                           | 오오카와 나나세 | 드림(The Dream) |
| 63        | 60        | 사쿠라와 수영장과 커다란 파도    | 체리와 수영장의 거대한 파도(SBS) 체리와 수영장과 높은 파도(투니버스)        | 오오카와 나나세 | 워터(The Watery) |
| 64        | 61        | 사쿠라와 눈보라의 스키교실       | 체리와 눈보라 속의 스키 학교(SBS) 체리와 눈보라 치는 스키장(투니버스)       | 오오카와 나나세 | 타임(The Time) |
| 65        | 62        | 사쿠라와 유키토와 사라져가는 힘  | 체리와 청명과 사라져가는 힘(투니버스)                                       | 오오카와 나나세 | - |
| 66        | 63        | 사쿠라의 가장 좋아하는 사람      | 체리가 가장 좋아하는 사람(SBS) 체리가 제일 좋아하는 사람(투니버스)          | 오오카와 나나세 | 메이즈(The Maze) 일루션(The Illusion) |
| 67        | 64        | 사쿠라와 샤오랑과 츠키미네 신사  | 체리와 샤오랑과 월봉사                                                      | 오오카와 나나세 | 우드(The Wood) 썬더(The Thunder) 그로우(The Glow) |
| 68        | 65        | 사쿠라와 과거와 크로우리드       | 체리와 과거의 크로우리드 I(SBS) 체리와 과거와 크로우리드(투니버스)          | 오오카와 나나세 | 스노우(The Snow) 리턴(The Return) |
| 69        | 66        | 사쿠라와 나타난 크로우리드       | 체리와 과거의 크로우리드 II(SBS) 체리와 나타난 크로우리드(투니버스)         | 오오카와 나나세 | 클라우드(The Cloud) 사일런트(The Silent) 레인(The Rain) 샷(The Shot) 파이트(The Fight) 스톰(The Storm) 라이트(The Light) 다크(The Dark)                               |
| 70        | 67        | 사쿠라와 진정한 마음             | 체리의 진정한 마음(SBS) 체리와 진정한 마음(투니버스)                        | 오오카와 나나세 | - |

### 주제곡

#### 일본판
- Catch you Catch me (1기 OP)
- 작사/작곡:히로세 코미(広瀬香美), 편곡:혼마 아키미츠(本間昭光)/히로세 코미, 노래:구미(グミ)
- 扉をあけて(문을 열고서) (2기 OP)
- 작사:키쿠코(きくこ), 작곡:히로세 코미(広瀬香美), 편곡:카메다 세이지(亀田誠治), 노래:ANZA
- Platina (3기 OP)
- 작사:이와사토 유호(岩里祐穂), 작곡/편곡:칸노 요코(菅野よう子), 노래:사카모토 마야(坂本真綾)
- Groovy! (1기 ED)
- 작사/작곡:히로세 코미(広瀬香美), 편곡:혼마 아키미츠(本間昭光)/히로세 코미, 노래:히로세 코미(広瀬香美)
- Honey (2기 ED)
- 작사/작곡/편곡/노래:chihiro
- Fruits Candy (3기 ED)
- 작사:요코야마 타케시(横山武), 작곡:우에다 코오지(上田晃司), 편곡:호가리 히사아키(保刈久明), 노래:코지마 메구미(小島めぐみ)

#### 한국판
- Catch you Catch me (SBS 방영판)
- 작사 : 배숙현(현.SBS 영화분야 프로듀서(PD)), 김주희 작곡·편곡 : 방용석, 노래 : 장숙희, 정여진
- 같은 영상을 쓰고 제목도 같지만 본곡은 일본판 1기 오프닝과 다른 곡.
- 노래: 장숙희, 정여진
- It's My Life (스페셜(극장판) 2기)
- 노래 : 김은희
- Catch you Catch me (투니버스 재더빙판 OP 첫번째)
- 작사/작곡:히로세 코미(広瀬香美) 편곡:혼마 아키미츠(本間昭光)/히로세 코미, 노래 : 김가령
- 일본판 1기 오프닝을 개사한 곡.
- Groovy! (투니버스 재더빙판 ED 첫번째)
- 작사/작곡:히로세 코미(広瀬香美), 편곡:혼마 아키미츠(本間昭光)/히로세 코미, 노래 : 정유정
- 일본판 1기 엔딩을 개사한 곡.
- 문을 열고서 (투니버스 재더빙판 OP 두번째)
- 작사: 키쿠코(きくこ), 작곡:히로세 코미(広瀬香美), 편곡:카메다 세이지(亀田誠治), 노래: 정유정
- 일본판 2기 오프닝을 개사했다.
- Honey (투니버스 재더빙판 ED 두번째)
- 작사/작곡: Chihiro, 노래: 김새해
- 일본판 2기 엔딩을 개사했다.
- Platina (투니버스 재더빙판 OP 세번째)
- 작사:이와사토 유호(岩里祐穂), 작곡/편곡:칸노 요코(菅野よう子), 노래: 양정화
- 일본판 3기 오프닝을 개사했다.
- Fruits Candy (투니버스 재더빙판 ED 세번째)
- 작사:요코야마 타케시(横山武), 작곡:우에다 코오지(上田晃司), 편곡:호가리 히사아키(保刈久明), 노래: 정혜원
- 일본판 3기 엔딩을 개사했다.

## TV 애니메이션 (2018)
사쿠라 카드 편 완결 후 16년 만에 2016년 4월 30일 나카요시 7월호부터 '카드캡터 사쿠라'의 신 연재가 결정되었다. CCS 연재 20주년 기념 발매 일러스트집 표지 공개와 함께 신작 단편이 게재 된다고 하였는데, 2018년 3월 30일까지 4권이 발행되면서 장기 연재 되고 있다.
2016년 12월 1일 NHK에서 CCS 클리어 카드 편 TV애니메이션 방영이 결정 되었으며, 2018년 1월 7일부터 NHK에서 방영 중이다.

## 극장판 애니메이션

### 극장판 1기
줄거리
홍콩을 무대로, 벚꽃의 마법이 봉인 해제!
어느 무더운 여름날, 토모요와 함께 하교하던 사쿠라는 우연히 문구점의 경품추첨에 응모한다. 그런데 알 수 없는 어떤 힘에 의해 사쿠라가 1등에 당첨되고 홍콩 여행권을 받게 된다. 홍콩에 가기 전부터 밤마다 이상한 꿈을 꾸던 사쿠라는 홍콩에서 꿈이 현실로 나타난다. 꿈속에 나타난 이상한 새를 쫓아가던 사쿠라는 방학이라 홍콩에 여행을 온 샤오랑과 메이링을 만나고, 이들도 사쿠라와 함께 하기로 한다. 추적을 계속하다 우연히 낡은 서점으로 들어간 사쿠라 일행은 물을 이용해서 상대방을 공격하는 여자를 만나게 된다. 케로의 말에 따르면 이 여자는 크로우리드의 라이벌로 과거에 크로우리드와 싸움을 했지만 패했다는 것이다. 그러나 광적으로 크로우리드에 집착하는 그녀를 본 사쿠라는 여성특유의 직감으로 그녀가 과거에 크로우리드를 좋아했다는 것을 눈치채게 되는데...
주제곡
「머나먼 이 거리에서」 (일본어: 遠いこの街で)
작사·작곡:카이타니 나오미/작곡 편곡:토리야마 유우지/노래:카이타니 나오미
제작진
- 촬영 감독: 시라이 히사오
- 캐릭터 디자인: 타카하시 쿠미코
- 음향 감독: 미마 마사후미
- 색체 설계: 카츠누마 마도카
- 프로듀서:이케구치 카즈히코, 오노 타츠야

### 극장판 2기
줄거리
진정한 마음을 가슴에, 벚꽃 마지막 봉인 해제!
패랭이꽃 축제에서 연극의 주연을 맡게 된 사쿠라는 방학을 맞아 일본에 온 샤오랑, 메이린과 함께 축제 준비에 한창이다. 그러나 마을에서 이상한 일들이 벌어짐과 동시에 사쿠라 카드가 한장씩 없어지는 사건이 발생한다. 에리올은 봉인된 카드를 사쿠라 카드로 바꾸면 된다고 전해주지만, 봉인된 카드는 연극 직전 소학교를 습격하여 사쿠라 카드를 대량 빼앗아간다. 사쿠라가 슬립 카드로 맞서는 것도 허사로 돌아가고, 봉인된 카드는 다시 모습을 감추는데...
주제곡
「내일로의 멜로디」 (일본어: 明日へのメロディー)
작사:CHAKA/작곡, 편곡:사기스 스시로/노래:CHAKA
제작진
- 총 작화 감독: 아베 히사시
- 촬영 감독: 시라이 이사오
- 음향 감독: 미마 마사후미
- 색채 설정: 카츠누마 마도카
- 편집: 오가타 치민
- 프로듀서: 요시다 츠요시, 츠루나리 코오이치, 코모리 신지, 오노 타츠야, 이케구치 카즈히코
- 제작 협력 : 앰버 필름 작업

### 극장판 2기 단편 영화
줄거리
타코야끼 놓고 케로 짱과 스피넬이 토모에다 마을에서 날 뛰어 논다.
포복 절도의 좌충우돌 액션 코미디!
주제곡
「과자의 노래」 (일본어: おかしのうた)
작사:히사카와 아야/작곡, 편곡:네기시 타카유키
노래:케로 짱&스피넬(히사카와 아야&토우마 유미)
제작진
- 구성: 아사카 모리오
- 촬영 감독: 시라이 히사오
- 작화 감독: 스즈키 텐코오, 하세베 아츠시
- 음향 감독: 미마 마사후미
- 색채 설정: 카츠누마 마도카
- 편집: 이토 유우키코
- 프로듀서: 요시다 츠요시, 츠루나리 코오이치, 코모리 신지, 오노 타츠야, 이케구치 카즈히코

## 그 외
- 클램프의 작품은 세계관을 공유 하는데, 그중 '츠바사 크로니클', 'XXX홀릭'은 '카드캡터 사쿠라'의 꿈의 세계와 연관되어 있다.